# Subsecretaría de Justicia de Chile
La Subsecretaría de Justicia de Chile, es la subsecretaría de Estado dependiente del Ministerio de Justicia y Derechos Humanos, y que tiene como funciones el prestar asesoría y colaboración directa al ministro del ramo en la elaboración de los planes, programas y decisiones del sector a su cargo. Desde el 17 de octubre de 2024, la subsecretaria respectiva es María Ester Torres Hidalgo en calidad de subrogante, actuando bajo el gobierno de Gabriel Boric.

## Funciones
El subsecretario de Justicia es el colaborador inmediato del ministro y su subrogante legal en caso de vacancia o impedimento, y bajo ese marco tiene a su cargo la coordinación interna del Ministerio y le corresponden las siguientes atribuciones y obligaciones establecidas en el decreto ley n° 1.028, de 1975:
- Dirigir la administración y servicio interno del Ministerio.
- Comunicar las normas, políticas, planes y programas, velar por su cumplimiento impartiendo las instrucciones necesarias y coordinar y controlar su ejecución.
- Impartir instrucciones específicas, fiscalizar su aplicación y coordinar la acción de los organismos del sector.
- Atender directamente los asuntos relacionados con las Secretarías Regionales Ministeriales de Justicia, fiscalizar su acción y velar por el cumplimiento de las instrucciones gubernamentales sobre desconcentración y regionalización.
- Corregir los errores manifiestos de escritura o numéricos en los decretos ya firmados por el presidente de la República, por el ministro o por él mismo, en su caso.
- Firmar por el ministro la documentación que éste determine.
- Certificar los documentos que en razón de su naturaleza requieran constancia de su autenticidad por parte del Ministerio.
- Sin perjuicio de la obligación que en el mismo sentido corresponde al ministro, mantener permanentemente informado al presidente de la República acerca de la gestión ministerial y de los planes y programas sectoriales, y, en general, de todas las materias concernientes a la función del Ministerio, como asimismo, presentarle la documentación para su conocimiento y firma.
- Cumplir las demás funciones que le confieren las leyes y reglamentos o le sean delegadas.

## Organización
La Subsecretaría está integrada por el subsecretario, quien es el jefe máximo del organismo y, el jefe de gabinete. De ésta dependen también los Secretarios Regionales Ministeriales (Seremis) de Justicia quienes representan y ejecutan las tareas del Ministerio en cada región del país. Además tiene bajo su dependencia tres divisiones, de las cuales a su vez dependen los siguientes departamentos:
Gabinete
- Unidad Fiscalía
- Departamento Administrativo
  - Recursos Físicos
  - Gestión y Desarrollo de Personas
  - Control Administrativo
  - Sección Partes, Archivo y Transcripciones
- División Jurídica
  - Departamento de Asesoría y Estudios
  - Departamento de Personas Jurídicas
- División Reinserción Social
  - Departamento de Reinserción Social Juvenil
  - Departamento de Reinserción Social de Adulto
  - Unidad de Programas
  - Unidad Coordinadora de Programa Tribunales de Tratamiento de Drogas
- División Judicial
  - Departamento Judicial
  - Departamento de Asistencia Jurídica
  - Sección Indultos
  - Unidad de Mediación

## Subsecretarios
| Retrato | Subsecretario/a                | Partido                 | Partido | Inicio                   | Final                    | Presidente              | Presidente               |
| ------- | ------------------------------ | ----------------------- | ------- | ------------------------ | ------------------------ | ----------------------- | ------------------------ |
|         | Ignacio Garcés Basaure         |                         | Ind.    | 1953                     | 1957                     |                         | Carlos Ibáñez del Campo  |
|         | Luis Arriagada (subrogante)    | 1957                    | Ind.    | 3 de noviembre de 1958   |                          |                         | Carlos Ibáñez del Campo  |
|         | Jaime del Valle Alliende       | 3 de noviembre de 1958  | Ind.    | 3 de noviembre de 1964   |                          | Jorge Alessandri        |                          |
|         | Enrique Evans de la Cuadra     |                         | PDC     | 3 de noviembre de 1964   | 1966                     |                         | Eduardo Frei Montalva    |
|         | Alejandro González Poblete     |                         | PDC     | 1966                     | 3 de noviembre de 1970   |                         | Eduardo Frei Montalva    |
|         | José Antonio Viera-Gallo       |                         | MAPU    | 3 de noviembre de 1970   | 27 de diciembre de 1972  |                         | Salvador Allende Gossens |
|         | Inés Vargas Delaunoy           |                         | ¿?      | 27 de diciembre de 1972  | 11 de septiembre de 1973 |                         | Salvador Allende Gossens |
|         | Max Silva del Campo            |                         | Ind.    | 12 de septiembre de 1973 | 1974                     |                         | Augusto Pinochet Ugarte  |
|         | Mario Duvauchelle Rodríguez    |                         | Militar | 1974                     | 15 de marzo de 1977      |                         | Augusto Pinochet Ugarte  |
|         | Aldo Montagna Bargetto         | 15 de marzo de 1977     | Militar | 3 de mayo de 1977        |                          |                         | Augusto Pinochet Ugarte  |
|         | Eduardo Abello Concha          |                         | Ind.    | 3 de mayo de 1977        | 14 de diciembre de 1979  |                         | Augusto Pinochet Ugarte  |
|         | Francisco Folch Verdugo        | 14 de diciembre de 1979 | Ind.    | 27 de agosto de 1981     |                          |                         | Augusto Pinochet Ugarte  |
|         | Ramón Suárez González          | 27 de agosto de 1981    | Ind.    | 22 de abril de 1982      |                          |                         | Augusto Pinochet Ugarte  |
|         | Alicia Cantarero Aparicio      | 22 de abril de 1982     | Ind.    | 31 de mayo de 1985       |                          |                         | Augusto Pinochet Ugarte  |
|         | María Isabel Sessarego Díaz    | 31 de mayo de 1985      | Ind.    | 15 de octubre de 1986    |                          |                         | Augusto Pinochet Ugarte  |
|         | Luis Manríquez Reyes           | 15 de octubre de 1986   | Ind.    | 1 de diciembre de 1989   |                          |                         | Augusto Pinochet Ugarte  |
|         | Hernán Novoa Carvajal          | 1 de diciembre de 1989  | Ind.    | 11 de marzo de 1990      |                          |                         | Augusto Pinochet Ugarte  |
|         | Martita Worner Tapia           |                         | PPD     | 11 de marzo de 1990      | 1 de julio de 1993       |                         | Patricio Aylwin Azócar   |
|         | Marcos Sánchez Edwards         |                         | PDC     | 1 de julio de 1993       | 11 de marzo de 1994      |                         | Patricio Aylwin Azócar   |
|         | Eduardo Jara Miranda           |                         | PRSD    | 11 de marzo de 1994      | 15 de abril de 1996      |                         | Eduardo Frei Ruiz-Tagle  |
|         | José Antonio Gómez Urrutia     | 15 de abril de 1996     | PRSD    | 16 de diciembre de 1999  |                          |                         | Eduardo Frei Ruiz-Tagle  |
|         | Consuelo Gazmuri Riveros       |                         | Ind.    | 16 de diciembre de 1999  | 11 de marzo de 2000      |                         | Eduardo Frei Ruiz-Tagle  |
|         | Jaime Arellano Quintana        |                         | PDC     | 11 de marzo de 2000      | 11 de marzo de 2006      |                         | Ricardo Lagos            |
|         | Verónica Baraona del Pedregal  | 11 de marzo de 2006     | PDC     | 14 de enero de 2008      |                          | Michelle Bachelet Jeria |                          |
|         | Jorge Frei Toledo              | 14 de enero de 2008     | PDC     | 11 de marzo de 2010      |                          | Michelle Bachelet Jeria |                          |
|         | Patricia Pérez Goldberg        |                         | Ind.    | 11 de marzo de 2010      | 17 de diciembre de 2012  |                         | Sebastián Piñera         |
|         | Juan Ignacio Piña Rochefort    | 17 de enero de 2013     | Ind.    | 11 de marzo de 2014      |                          |                         | Sebastián Piñera         |
|         | Marcelo Albornoz Serrano       |                         | PDC     | 11 de marzo de 2014      | 21 de febrero de 2015    |                         | Michelle Bachelet        |
|         | Ignacio Suárez Eytel           | 13 de marzo de 2015     | PDC     | 26 de octubre de 2016    |                          |                         | Michelle Bachelet        |
|         | Nicolás Mena Letelier          | 26 de octubre de 2016   | PDC     | 11 de marzo de 2018      |                          |                         | Michelle Bachelet        |
|         | Juan José Ossa Santa Cruz      |                         | RN      | 11 de marzo de 2018      | 1 de enero de 2020       |                         | Sebastián Piñera         |
|         | Sebastián Valenzuela Agüero    |                         | Ind.    | 1 de enero de 2020       | 11 de marzo de 2022      |                         | Sebastián Piñera         |
|         | Jaime Gajardo Falcón           |                         | PCCh    | 11 de marzo de 2022      | 17 de octubre de 2024    |                         | Gabriel Boric            |
|         | María Ester Torres Hidalgo (s) |                         |         | 17 de octubre de 2024    | 6 de noviembre de 2024   |                         | Gabriel Boric            |
|         | Ernesto Muñoz Lamartine        |                         | PL      | 6 de noviembre de 2024   | en el cargo              |                         | Gabriel Boric            |